# استنلی پونز
استنلی پونز (انگلیسی: Stanley Pons؛ زادهٔ ۲۳ اوت ۱۹۴۳) یک الکتروشیمیست اهل ایالات متحده آمریکا است. گداخت سرد در سال ۱۹۸۹ میلادی توسط استنلی پونز و مارتین فلیشمن در دانشگاه یوتا ارائه شد.